# X-Diskontinuität
Von der X-Diskontinuität (auch: 300-km-Diskontinuität) wurde Anfang der 1990er Jahre erstmals berichtet. Sie stellte sich bislang als eine regional sehr beschränkte seismologische Grenzschicht dar, die durch eine sprunghafte Veränderung der seismischen Geschwindigkeiten definiert ist. Sie wurde in Tiefen zwischen 250 und 350 km beobachtet.
Zur Erklärung ihres Auftreten wurden in der Fachliteratur verschiedene mineralogische Hintergründe diskutiert, so etwa die Phasentransformation zu einem stark wasserhaltigen dichten Magnesium-Silikat („hydrous phase A“) oder eine Umwandlung von orthorhombischen zu monoklinen Pyroxen. Beide Vorschläge erscheinen nach neueren Labormessungen als unrealistisch: Die wasserhaltige Phase erweist sich nur bis ca. 1.100 °C als stabil und dürfte demnach einzig in Subduktionszonen beobachtbar sein, während die Pyroxen-Umwandlung einen zu geringen Impedanzkontrast erzeugt und somit die beobachtete Geschwindigkeitsänderung nicht erklären kann.
Als alternative Erklärung gewinnt der Phasenübergang des SiO2 von Coesit zu Stishovit an Bedeutung. Diese Umwandlung tritt Laborversuchen zufolge bei Drücken zwischen 8,5 und 11 GPa auf, was im Erdmantel bei Temperaturen in einem möglichen Schwankungsbereich von 1.050–1.500 °C einem Tiefenbereich von etwa 265 bis 310 km entspricht. Die Phasentransformation ist mit einem hohen Anstieg der seismischen Geschwindigkeiten von mehr als 30 % in der Lage, die seismologischen Beobachtungen zu erklären.
Die anfangs sehr umstrittene Diskontinuität ist mittlerweile in mehreren Untersuchungen in verschiedenen Regionen der Erde entdeckt worden, die zum Teil recht unterschiedlichen tektonischen Gegebenheiten ausgesetzt sind. Ein unmittelbarer Zusammenhang zu bestimmten tektonischen Rahmenbedingungen ist damit weitgehend ausgeschlossen.

## Weitere Literatur
- Revenaugh, J. & Sipkin, S. A., 1994: Mantle discontinuity structure beneath China. In: Journal of Geophysical Research, Vol. 99, pp. 21911–21927 (englisch)
- Deuss, A. & Woodhouse, J. H., 2002: A systematic search for mantle discontinuties using SS-precursors. In: Geophysical Research Letters, Vol. 29, No. 8, doi:10.1029/2002GL014768 (englisch)
- Stixrude, L. & Lithgow-Bertollini, C., 2005: Mineralogy and elasticity of the oceanic upper mantle: Origin of the low-velocity zone. In: Journal of Geophysical Research, Vol. 110, B03204, doi:10.1029/2004JB002965